# Aghios Nikolaos (metropolitana di Atene)
Aghios Nikolaos (in greco: Σταθμός Αγίου Νικολάου) è una stazione della linea 1 della metropolitana di Atene.

## Storia
La stazione venne attivata il 12 febbraio 1956, come parte della tratta da Attikī ad Ano Patissia.